# Farr (Schotland)
Farr (Schots-Gaelisch: Fàrr) is een dorp ongeveer 2 kilometer ten oosten van Bettyhill in de Schotse lieutenancy Sutherland in het raadsgebied Highland.

## Bezienswaardigheden
- Farr Parish Church: gebouwd in 1774, in dienst als kerk tot 1950 en in 1976 omgevormd tot het Strathnaver Museum met tentoonstellingen en informatie over de clan Mackay en de ontruiming van Strathnaver. Op het kerkhof staat de Farr Stone, volgens sommige bronnen uit de 8e of 9e eeuw. Op deze plaats stond met zekerheid een kerk uit 1223

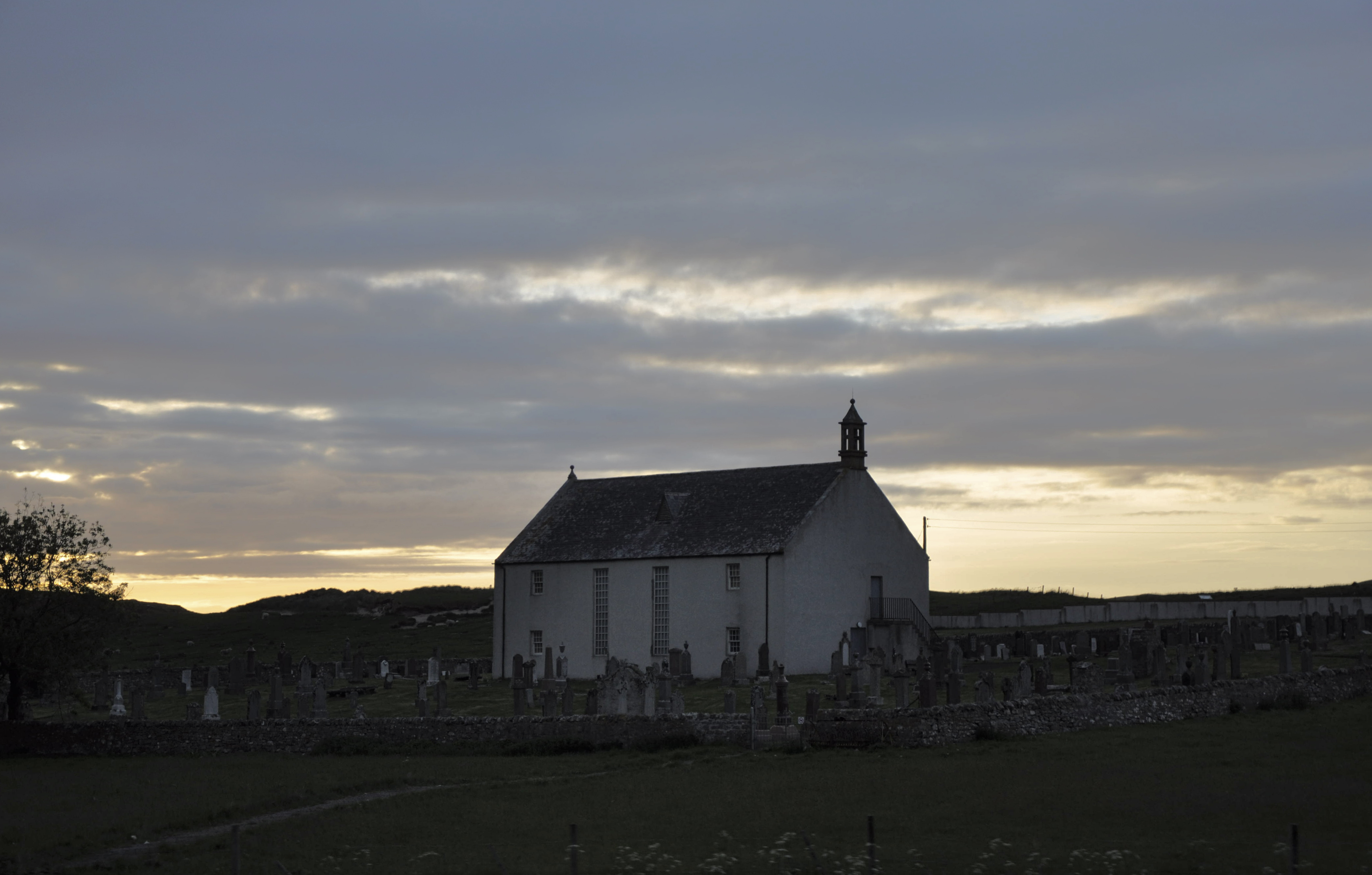
Het Strathnaver Museum in de Farr Parish Church
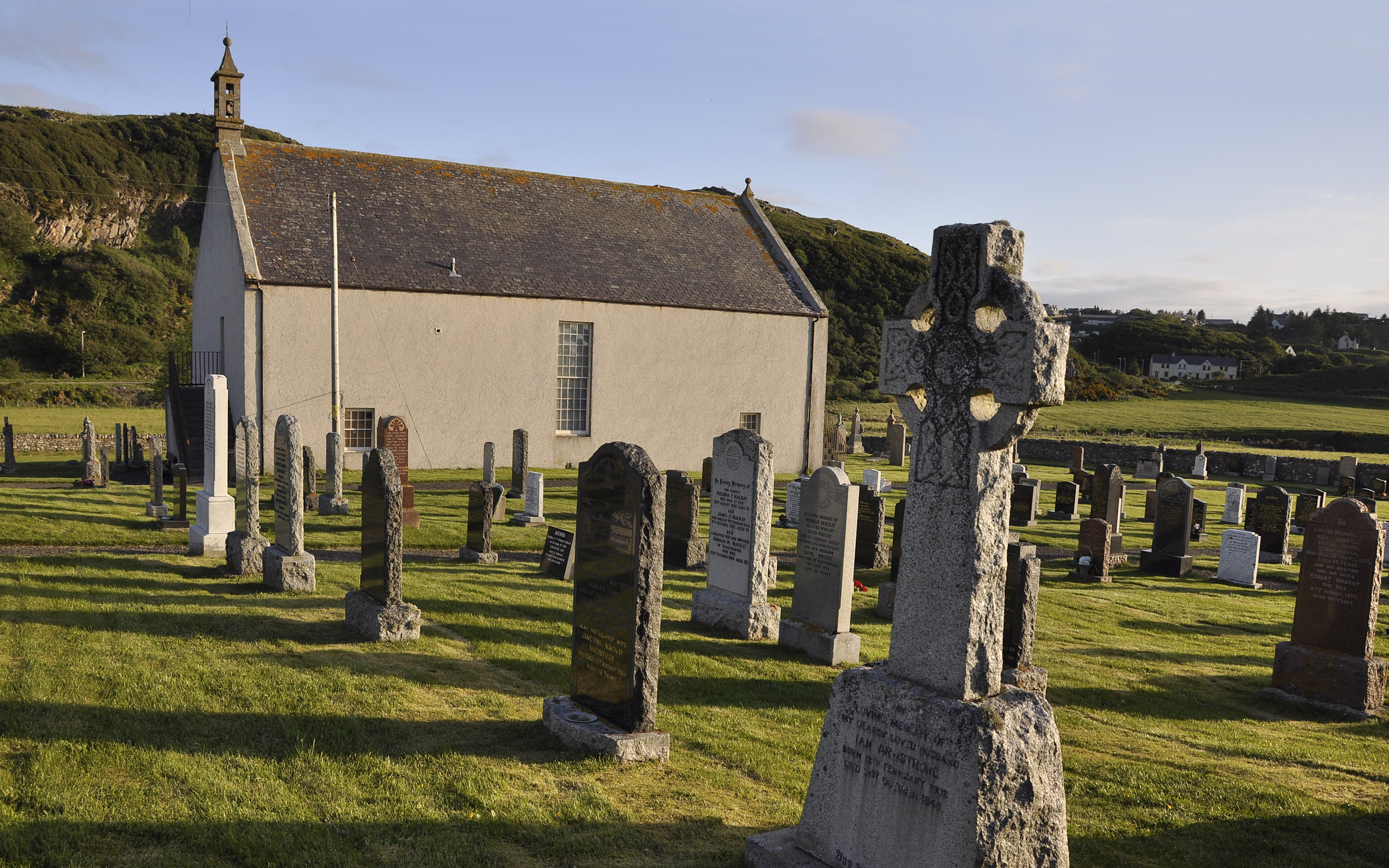
Farr Parish Church
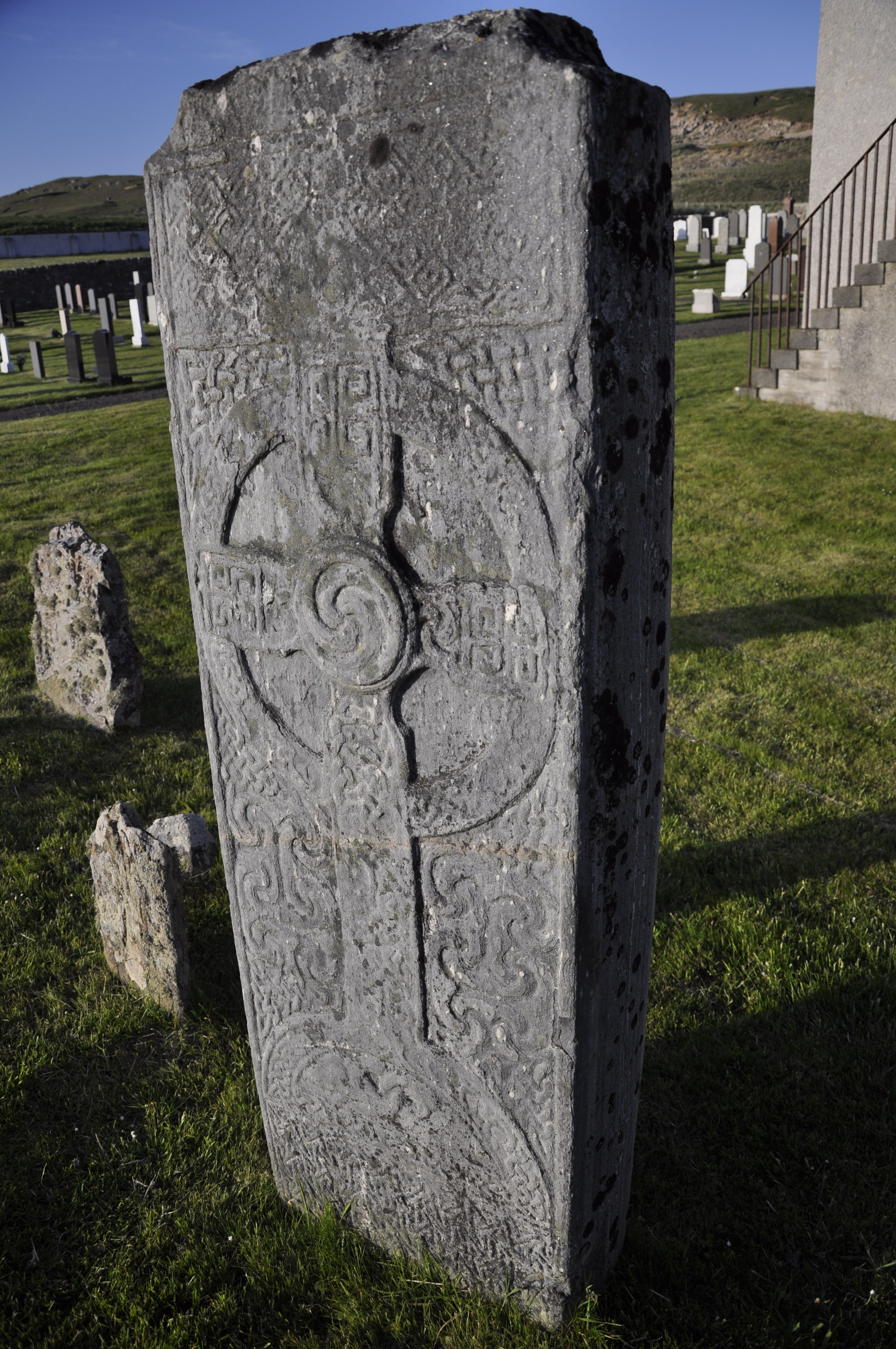
De Farr Stone op het kerkhof van de Farr Parish Church